# محمد فرهنگ‌دوست
محمد فرهنگ‌دوست(زاده ۱۳۲۵ در رشت - درگذشته ۱۳۹۱ در کانادا) کشتی‌گیر آزادکار سابق ایرانی است که دو مدال نقره قهرمانی جهان و یک مدال نقره بازی‌های آسیایی را به دست آورده‌است.
وی در مسابقات قهرمانی جهان در رشته فرنگی (سال ۱۹۶۷ بوداپست، مجارستان) به عنوان چهارم دست یافت و پس از این موفقیت بود که به کشتی آزاد ملحق شد.